# Anti-Blaxx
Anti-Blaxx är ett program för Windows. Programmets funktion är att dölja virtuella CD/DVD-enheter, och används därför främst för att få igång piratkopierade spel då dessa ofta kan känna av vilka enheter som är fysiska och vilka som är virtuella.